# Hương Mỹ
Hương Mỹ là một xã thuộc tỉnh Vĩnh Long, Việt Nam.

## Địa lý
Xã Hương Mỹ có vị trí địa lý:
- Phía đông giáp xã Đại Điền.
- Phía tây giáp xã Thành Thới.
- Phía nam giáp các phường Long Đức, Hòa Thuận và xã Hưng Mỹ, ranh giới là sông Cổ Chiên.
- Phía bắc giáp xã An Định.

Xã Hương Mỹ có diện tích 55,01 km², dân số năm 2025 là 38.427 người, mật độ dân số đạt 698 người/km².

## Hành chính
Xã Hương Mỹ được chia thành 9 ấp: Thị, Phủ, Bình Tây, Bình Đông I, Bình Đông II, Thạnh Tây, Thạnh Đông, Mỹ Đức, Mỹ Trạch.

## Lịch sử
Ngày 22 tháng 10 năm 1956, địa danh Hương Mỹ được hình thành (Hương Mỹ là 1 trong 9 quận của tỉnh Kiến Hòa).
Sau ngày 30 tháng 04 năm 1975, Hương Mỹ là một xã thuộc huyện Mỏ Cày, tỉnh Bến Tre.
Ngày 09 tháng 02 năm 2009, Hương Mỹ là một xã thuộc huyện Mỏ Cày Nam, tỉnh Bến Tre.
Ngày 29 tháng 09 năm 2015, UBND tỉnh công nhận khu trung tâm xã Hương Mỹ đạt chuẩn đô thị loại V.
Ngày 16 tháng 6 năm 2025, Ủy ban Thường vụ Quốc hội ban hành Nghị quyết số 1687/NQ-UBTVQH15 về việc sắp xếp các đơn vị hành chính cấp xã của tỉnh Vĩnh Long năm 2025. Theo đó, sắp xếp toàn bộ diện tích tự nhiên, quy mô dân số của các xã Hương Mỹ, Cẩm Sơn và Ngãi Đăng thành xã mới có tên gọi là xã Hương Mỹ.
Sau khi sáp nhập, xã Hương Mỹ có 55,01 km² diện tích tự nhiên và dân số 38.427 người.

## Kinh tế
Thu nhập bình quân đầu người trong xã đạt gần 52 triệu đồng (năm 2020); tỷ lệ lao động phi nông nghiệp đạt gần 80%.
Chợ Cầu Móng là chợ lớn nhất trong xã. Chợ tọa lạc tại ấp Thị, được xây dựng, nâng cấp vào năm 2002 với tổng vốn đầu tư 925 triệu đồng, với tổng diện tích 2.630 m² và do UBND xã quản lý. Ngoài ra, xã còn có chợ Vàm Đồn tọa lạc tại tổ 8,9,10 ấp Bình Đông 2 và 1 phần tổ 1 ấp Mỹ Trạch.

## Giao thông
Đường bộ: xã có tuyến đường chính là Quốc lộ 57, huyện lộ 23, huyện lộ 17 và các tuyến đường liên ấp, liên xã.
Đường thủy: có tuyến sông Cổ Chiên, sông Tân Hương, rạch Cầu Móng và nhiều kênh, rạch khác thuận lợi cho việc giao thương.
Xã có khu dân cư khá tập trung và sung túc nằm dọc tuyến đường huyện lộ 23, Quốc lộ 57 và đường vào chợ Cầu Móng.